# Кастелфолит де ла Рока
Кастелфолѝт де ла Рока (на каталонски: Castellfollit de la Roca) е село в район Гароча на провинция Жирона в испанската автономна област Каталония. Населението му, по данни от 2020 г., възлиза на 947 души, а площта му е 0,73 км2, което го прави едно от най-малките населени места в Испания. Има две версии за етимологията на името му – „крепост от шисти“ или „крепост от листа“ (заради базалтовите форми, подобни на издължени листа). Добавката de la roca („на скалата“) е от сравнително скоро, за да го отличи от други два Кастелфолит – Кастелфолит дел Бош и Кастелфолит де Рюбрегос.
Населената част е разположена на дълга и тясна базалтова скала между две клисури, в които текат реките Флувиа̀ и Торонел. Скалата се издига отвесно на височина 50 метра, дълга е почти един километър, а на ширина се равнява едва на две къщи. Скалата е формирана от наслагването на два потока лава: селото се намира в Природния резерват „Вулканична зона Гароча“. Първото вулканично изригване е било преди 217 хиляди години (от областта на село Батет), а второто - преди 192 хиляди години (от вулканите Бегуда).
Старата част на селото датира от Средните векове и се състои от тесни улички, площадчета и сенчести ъгълчета. Най-интересните места са старата църква „Сан Салвадор“ от 13-ти век, разположена на най-издадения край на базалтовата скала, площадът „Жозеп Пла“ също на ръба – място за гледки и фотосесии, както и окръжаващата селото природна среда. Къщите са построени основно от вулканична скала.
- Старата църква на най-издадения край
- Поглед от камбанарията към града
- Кастелфолит през нощта и река Торонел
- Историческа снимка на Кастелфолит от 1898 г.